# Caradrina pseudovicina
Caradrina pseudovicina är en fjärilsart som beskrevs av Charles Boursin 1939. Caradrina pseudovicina ingår i släktet Caradrina och familjen nattflyn. Inga underarter finns listade i Catalogue of Life.